# Calamaria
Calamaria – rodzaj węży z podrodziny Calamariinae w rodzinie połozowatych (Colubridae).

## Zasięg występowania
Rodzaj obejmuje gatunki występujące w Indiach, Chinach, Mjanmie, Tajlandii, Laosie, Wietnamie, Kambodży, Malezji, Singapurze, Indonezji, na Filipinach, Tajwanie i w Japonii.

## Systematyka

### Etymologia
- Calamaria: łac. calamarius „rurka do trzymania pióra do pisania”, od łac. calamus „trzcina”, od gr. καλαμος kalamos „trzcina”[7].
- Changulia: J.E. Gray nie wyjaśnił etymologii nazwy rodzajowej[3]. Gatunek typowy: Changulia albiventer J.E. Gray, 1834.
- Typhlocalamus: gr. τυφλος tuphlos „ślepy”[8]; αλαμος kalamos „trzcina”[7]. Gatunek typowy: Typhlocalamus gracillima Günther, 1872.
- Keiometopon: gr. κειω keiō „rozszczepiony, rozdzielony”; μετωπον metōpon „czoło”[5]. Gatunek typowy: Keiometopon booliati Taylor, 1962 (= Calamaria schlegeli A.M.C. Duméril, Bibron & A.H.A. Duméril, 1854).

### Podział systematyczny
Do rodzaju należą następujące gatunki:

- Calamaria abramovi Orlov, 2009
- Calamaria abstrusa Inger & Marx(inne języki), 1965
- Calamaria acutirostris Boulenger, 1896
- Calamaria albiventer (Gray, 1834)
- Calamaria alcalai Weinell, Leviton & R. Brown(inne języki), 2020
- Calamaria alidae Boulenger, 1920
- Calamaria andersoni Yang & Zheng, 2018
- Calamaria apraeocularis M.A. Smith, 1927
- Calamaria arcana Yeung, Lau & Yang, 2022
- Calamaria banggaiensis Koch, Arida, McGuire, Iskander & Böhme(inne języki), 2009
- Calamaria battersbyi Inger & Marx, 1965
- Calamaria berezowskii Günther, 1896
- Calamaria bicolor A.M.C. Duméril, Bibron & A.H.A. Duméril, 1854
- Calamaria bitorques W. Peters, 1872
- Calamaria boesemani Inger & Marx, 1965
- Calamaria borneensis Bleeker, 1860
- Calamaria brongersmai Inger & Marx, 1965
- Calamaria buchi Marx & Inger, 1955
- Calamaria butonensis Howard & Gillespie, 2007
- Calamaria ceramensis De Rooij, 1913
- Calamaria concolor Orlov, Truong, Tao, Ananjeva & Cuc, 2010
- Calamaria crassa Lidth de Jeude, 1922
- Calamaria curta Boulenger, 1896
- Calamaria doederleini Gough, 1902
- Calamaria dominici Ziegler(inne języki), Tran & T.Q. Nguyen, 2019
- Calamaria eiselti Inger & Marx, 1965
- Calamaria everetti Boulenger, 1893
- Calamaria forcarti Inger & Marx, 1965
- Calamaria gervaisii A.M.C. Duméril, Bibron & A.H.A. Duméril, 1854
- Calamaria gialaiensis Ziegler, V.S. Nguyen & T.Q. Nguyen, 2008
- Calamaria grabowskyi J.G. Fischer, 1885
- Calamaria gracillima (Günther, 1872)
- Calamaria griswoldi Loveridge, 1938
- Calamaria hilleniusi Inger & Marx, 1965
- Calamaria ingeri Grismer(inne języki), Kaiser & Yaakob, 2004
- Calamaria javanica Boulenger, 1891
- Calamaria jinggangensis Cai, Jiang, Wu, Huang, Fei & Ding, 2023
- Calamaria joloensis Taylor, 1922
- Calamaria lateralis Mocquard(inne języki), 1890
- Calamaria lautensis De Rooij, 1917
- Calamaria leucogaster Bleeker, 1860
- Calamaria linnaei F. Boie, 1827
- Calamaria longirostris Howard & Gillespie, 2007
- Calamaria lovii Boulenger, 1887
- Calamaria lumbricoidea F. Boie, 1827
- Calamaria lumholtzi Andersson(inne języki), 1923
- Calamaria margaritophora Bleeker, 1860
- Calamaria mecheli Schenkel, 1901
- Calamaria melanota Jan, 1862
- Calamaria modesta A.M.C. Duméril, Bibron & A.H.A. Duméril, 1854
- Calamaria muelleri Boulenger, 1896
- Calamaria nebulosa J.L. Lee, 2021
- Calamaria nuchalis Boulenger, 1896
- Calamaria palavanensis Inger & Marx, 1965
- Calamaria pavimentata A.M.C. Duméril, Bibron & A.H.A. Duméril, 1854
- Calamaria pfefferi Stejneger, 1901
- Calamaria prakkei Lidth de Jeude, 1893
- Calamaria rebentischi Bleeker, 1860
- Calamaria sangi T.Q. Nguyen, Koch & Ziegler, 2009
- Calamaria schlegeli A.M.C. Duméril, Bibron & A.H.A. Duméril, 1854
- Calamaria schmidti Marx & Inger, 1955
- Calamaria septentrionalis Boulenger, 1890  – karłowiec hongkoński[9]
- Calamaria strigiventris Poyarkov, T.V. Nguyen, Orlov & G. Vogel, 2019
- Calamaria suluensis Taylor, 1922
- Calamaria sumatrana Edeling, 1870
- Calamaria thanhi Ziegler & Quyet, 2005
- Calamaria ulmeri Sackett, 1940
- Calamaria virgulata F. Boie, 1827
- Calamaria yunnanensis Chernov(inne języki), 1962